# Harold I., kralj Engleske
Harold I., engleski kralj, rođen 1015., a umro 17. ožujka 1040.
Englesku krunu naslijedio od svoga oca Knuta Velikog godine 1035. Bio u sukobu s polubratom Hartaknutom oko nasljedstva engleske krune.
Preminuo godine 1040. baš kad se njegov polubrat Hartaknut, koji ga je i naslijedio, spremao iz Danske pokrenuti invaziju na Englesku kako bi ga svrgnuo. Nakon što je Harold umro, Hartaknut je dao izvaditi bratovo tijelo iz groba i potom ga je bacio u močvare uz rijeku Temzu.
| Prethodnik: | Kralj Engleske | Nasljednik: |
| Knut Veliki | Kralj Engleske | Hartaknut   |